# Helige Johannes Döparens kyrka, Toronto
Helige Johannes Döparens grekisk-ortodoxa kyrka (engelska: Saint John the Baptist Greek Orthodox Church) är en grekisk-ortodox kyrkobyggnad belägen vid 1385 Warden Avenue, i staden Toronto i provinen Ontario, i Kanada.
Kyrkan är helgad åt Johannes Döparen och tillhör Grekisk-ortodoxa ärkestiftet i Kanada i Konstantinopels ekumeniska patriarkat.

## Historik

### Ursprungliga kyrkan
Den ursprungliga Helige Johannes Döparens grekisk-ortodoxa kyrka byggdes år 1981, men som förstördes i en brand i januari 1991.

### Nuvarande kyrkan
Den nuvarande stod färdigbyggd i december samma år som den tidigare kyrkan brann ner.
Under byggandet var det en grupp på tio ikonmålare från Ryssland som ansvarade för ikonografin.